# Bitva o Alamo
Bitva o Alamo (23. února – 6. března 1836) se odehrála poblíž dnešního města San Antonio. Byla jednou z nejvýznamnějších bitev Texaské revoluce, během níž se Texas odtrhl od Mexika. Na konci února roku 1836 byla bývalá misie Alamo obsazena posádkou cca 100 mužů, kteří se po třináct dní bránili několikatisícové přesile mexických jednotek vedených prezidentem Antoniem Lópezem de Santa Anna. Všichni obránci Alama při jeho obraně padli. Pro Američany se Alamo stalo symbolem heroického odporu. V současnosti je jednou z nejnavštěvovanějších turistických lokací v Texasu.

## Jednání před bitvou
Mexický velitel navrhl Texasanům možnost vzdát se bez boje, což byl bezesporu ze strany Santa Anny zajímavý strategický manévr. Velitel amerických sil William Travis si vzal čas na promyšlení, načež udělal na náměstí pevnosti čáru. Všechny muže postavil na jednu stranu s tím, že kdo chce bránit a doufat v pomoc texaské armády Sama Houstona, ať překročí na druhou stranu. Podle jedné z verzí čáru přešli všichni kromě jistého Francouze, který zažil Napoleonovu invazi do Ruska. Dotyčný voják odmítl bránit pevnost a v noci unikl z Alama. Travis poslal těsně před bitvou kurýra k Houstonovi, který ovšem nemohl nijak pomoct. I přes Houstonův nesouhlas se vydala skupinka 320 amerických vojáků na pochod, během kterého byla přepadena a zcela zničena.

## Průběh bitvy
Santa Anna zahájil hlavní útok 6. března 1836 kolem půl šesté ráno. Nejprve se Američanům dařilo odrážet Mexičany, zvrat nastal ve chvíli, kdy padl velitel William Travis a další vysocí představitelé – James Bowie a Davy Crockett. Po hodině bitvy byla obrana Alama zlomena.

## Výsledek
V bitvě padlo 182–257 Američanů a 400 až 600 Mexičanů. O pár dní později se generál Houston vydal proti Lópezovi, na kterého narazil 21. dubna 1836 u San Jacinta. Ačkoli měl López převahu, bitva trvala pouhých 18 minut a na jejím konci na zemi leželo 360 zabitých Mexičanů, 208 zraněných a 730 zajatých. Americké ztráty činily pouhých devět mrtvých.